# Uue-Antsla
Uue-Antsla är en ort i Estland. Den ligger i Urvaste kommun och landskapet Võrumaa, i den södra delen av landet, 200 km sydost om huvudstaden Tallinn. Uue-Antsla ligger 96 meter över havet och antalet invånare är 243.
Terrängen runt Uue-Antsla är platt. Runt Uue-Antsla är det glesbefolkat, med 14 invånare per kvadratkilometer. Närmaste större samhälle är Vana-Antsla, 1,4 km sydväst om Uue-Antsla. Trakten runt Uue-Antsla består till största delen av jordbruksmark.